# Phryxe rectella
Phryxe rectella là một loài ruồi trong họ Tachinidae.